# Les Enquêtes sauvages
 (décembre 2024).
La mise en forme du texte ne suit pas les recommandations de Wikipédia : il faut le « wikifier ».
Les points d'amélioration suivants sont les cas les plus fréquents. Le détail des points à revoir est peut-être précisé sur la page de discussion.
- Les titres sont pré-formatés par le logiciel. Ils ne sont ni en capitales, ni en gras.
- Le texte ne doit pas être écrit en capitales (les noms de famille non plus), ni en gras, ni en italique, ni en « petit »…
- Le gras n'est utilisé que pour surligner le titre de l'article dans l'introduction, une seule fois.
- L'italique est rarement utilisé : mots en langue étrangère, titres d'œuvres, noms de bateaux, etc.
- Les citations ne sont pas en italique mais en corps de texte normal. Elles sont entourées par des guillemets français : « et ».
- Les listes à puces sont à éviter, des paragraphes rédigés étant largement préférés. Les tableaux sont à réserver à la présentation de données structurées (résultats, etc.).
- Les appels de note de bas de page (petits chiffres en exposant, introduits par l'outil «  Source ») sont à placer entre la fin de phrase et le point final[comme ça].
- Les liens internes (vers d'autres articles de Wikipédia) sont à choisir avec parcimonie. Créez des liens vers des articles approfondissant le sujet. Les termes génériques sans rapport avec le sujet sont à éviter, ainsi que les répétitions de liens vers un même terme.
- Les liens externes sont à placer uniquement dans une section « Liens externes », à la fin de l'article. Ces liens sont à choisir avec parcimonie suivant les règles définies. Si un lien sert de source à l'article, son insertion dans le texte est à faire par les notes de bas de page.
- La présentation des références doit suivre les conventions bibliographiques. Il est recommandé d'utiliser les modèles {{Ouvrage}}, {{Chapitre}}, {{Article}}, {{Lien web}} et/ou {{Bibliographie}}. Le mode d'édition visuel peut mettre en forme automatiquement les références.
- Insérer une infobox (cadre d'informations à droite) n'est pas obligatoire pour parachever la mise en page.

Pour une aide détaillée, merci de consulter Aide:Wikification.
Si vous pensez que ces points ont été résolus, vous pouvez retirer ce bandeau et améliorer la mise en forme d'un autre article.
Les Enquêtes sauvages (The Creature Cases) est une série télévisée animée pour enfants d'âge préscolaire créée par Gabe Pulliam pour Netflix. Produite par Sony Pictures Television Kids (anciennement Silvergate Media), la série a été créée le 12 avril 2022. Un  épisode spécial pour les vacances, intitulé Chapitre 2, est sorti le 30 novembre 2022. Le troisième chapitre est sorti le 22 mai 2023. Le quatrième chapitre est sorti le 25 novembre 2024.
La série a fait ses débuts linéaires de 8 épisodes sur Nickelodeon pendant quatre semaines en juillet 2024 à partir du 1er juillet.Elle a ete diffusee  en France depuis 2024 sur TF1 et TFX dans l'emmission Tfou.

## Synopsis
La série se déroule dans un monde d'animaux anthropomorphes et suit les aventures de Sam Snow et Kit Casey, deux agents employés par l'Agence Secrète de Détectives Spécialisés en Animaux Sauvages (en abrégé As des As, en anglais Covert League of Animal Detective Experts ou CLADE en abrégé), alors qu'ils voyagent à travers le monde pour résoudre de nombreux mystères tout en utilisant leur expertise en résolution de problèmes et en faits sur les animaux.

## Personnages

### Principaux
- Sam Snow (doublé par Shash Hira) - un Léopard des neiges et partenaire de Kit. Un maniaque de l'ordre par nature et toujours à la recherche d'indices et de gadgets, Sam est un très bon détective qui a tendance à être celui qui analyse la situation. Fidèle à son espèce, Sam n'aime pas être mouillé et prospère par temps froid et enneigé. Contrairement à Kit, il est moins agile et trébuche souvent pendant la plupart des poursuites, bien qu'il soit le plus prudent des deux. Le gadget principal de Sam est un gant qui fonctionne de manière similaire à la visière de Kit, mais il est également chargé de transporter les Exploroïdes : de petits robots sphériques qui peuvent se transformer pour de nombreuses raisons différentes.
- Kit Casey (doublée par Nneka Okoye) - une fennec est le partenaire de Sam. Contrairement à son partenaire, Kit est naturellement une souillon et ne manque jamais une occasion de grignoter quand c'est possible. Bien qu'elle soit une détective moins douée que Sam, elle compense largement avec sa vaste connaissance des différentes espèces animales qu'ils rencontrent. Contrairement à Sam, Kit n'a pas peur de se mouiller et est beaucoup plus téméraire, se délectant du temps tropical chaud. Le gadget principal de Kit est une visière qui fonctionne de manière similaire au gant de Sam, mais elle porte également un stylo et un carnet pour dessiner des détails sur le dernier suspect. Ses slogans sont "Nom d'un bidulosaure".
- Directrice Peggy Scratch